# Kanton Saint-Avold
Saint-Avold is een kanton van het Franse departement Moselle.
Het kanton is gevormd toen begin 2015 de kantons Saint-Avold-1 en -2 werden opgeheven. op de gemeente Hombourg-Haut na, die toegevoegd werd aan het kanton Freyming-Merlebach, werden de beide opgeheven kantons effectief samengevoegd. Het kanton werd onderdeel van het arrondissement Forbach-Boulay-Moselle.

## Gemeenten
Het kanton Saint-Avold omvat de volgende gemeenten:
- Altviller
- Carling
- Diesen
- Folschviller
- L'Hôpital
- Lachambre
- Macheren
- Porcelette
- Saint-Avold
- Valmont